# Declarações anglo-germânicas sobre o Oceano Pacífico Ocidental
As declarações anglo-germânicas sobre o Oceano Pacífico Ocidental referem-se as duas declarações sobre suas esferas de interesse no Oceano Pacífico Ocidental entre o Império Britânico e o Império Alemão realizadas em 6 e 10 de abril de 1886.
A Grã-Bretanha e a Alemanha concordaram em 1885 em negociar uma declaração comum sobre suas esferas de interesse no Pacífico ocidental. Anteriormente, os planos alemães de anexação da Nova Guiné, delineados em um jornal alemão,  e o rápido desenvolvimento do comércio alemão e francês levaram à inquietação entre os políticos australianos. Ambas as potências queriam proteger os interesses de seus cidadãos e empreendimentos particulares, porém o Pacífico ocidental era muito pouco relevante para que arriscassem um conflito por causa disso. A negociação sobre as declarações começou em 1885, foram lideradas entre John Bates Thurston pela Grã-Bretanha e Friedrich Richard Krauel pela Alemanha. Em abril de 1886, foram assinadas por Herbert von Bismarck, Secretário de Estado no Ministério das Relações Exteriores da Alemanha, e o embaixador britânico na Alemanha, Sir Edward Malet.
A declaração era válida em toda a área entre o 15º paralelo de latitude norte e o 30º paralelo de latitude sul, e entre o 165º meridiano de longitude oeste e o 130º meridiano de longitude leste. A fronteira entre as esferas de interesse deveria ser uma linha começando perto de Mitre Rock no nordeste da Nova Guiné, no 8º paralelo de latitude sul, então deveria seguir os pontos:
- A. 8° latitude sul, 154° longitude leste
- B. 7°10' latitude sul, 155°25' longitude leste.
- C. 7°15' latitude sul, 155°35' longitude leste.
- D. 7°25' latitude sul, 156°40' longitude leste.
- E. 8°50' latitude sul, 159°50' longitude leste.
- F. 6° latitude norte, 173°30' longitude leste.
- G. 15° latitude norte, 173°30' longitude leste.

A área no norte e oeste desta linha deveria ser a alemã, a área no sul e leste deveria ser a esfera de influência britânica. As ilhas de Samoa, Tonga e Niue foram excluídas. Também foram excluídas áreas sob controle das outras grandes potências.
A segunda declaração garantiu livre comércio e iniciativa e liberdade de estabelecimento e domicílio aos cidadãos de ambas as nações em toda a área. As reivindicações de terras contestadas antes da declaração de soberania ou protetorado deveriam ser resolvidas por uma comissão mista, a menos que o requerente não tenha solicitado a resolução apenas pela autoridade local. A Grã-Bretanha e a Alemanha devem tratar-se mutuamente como nação mais favorecida, devendo ser aplicadas leis iguais para os cidadãos de cada nação na área da outra. A liberdade religiosa deve ser garantida. Nenhum condenado deveria ser trazido para a área e nenhuma colônia penal deveria ser fundada.
Após a declaração, a Grã-Bretanha colonizou as Ilhas Gilbert e Ellice e as Ilhas Salomão Britânicas, a Alemanha assumiu as Ilhas Carolinas, Nauru e Bougainville. O domínio britânico durou até a década de 1970, ao passo que o domínio colonial alemão terminou em 1920 e foi seguido por mandatos da Liga das Nações, e após a Segunda Guerra Mundial, Territórios Fiduciários das Nações Unidas, que terminaram em Nauru em 1968.